# Kienning Colloquial Romanized

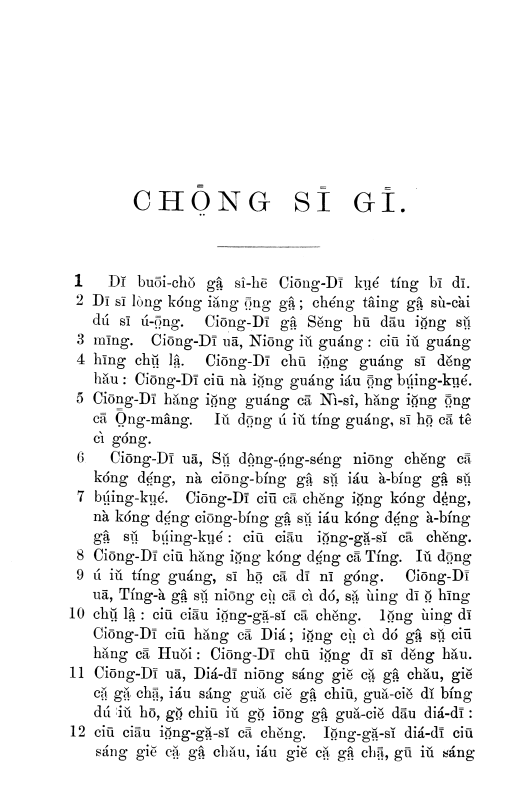
Texte en KCR

Le Kienning Colloquial Romanized (signifiant en anglais : Langue vulgaire de Kienning romanisée, chinois : 建寧府土腔羅馬字, romanisation : Gṳ̄̄ing-nǎing Lô̤-mǎ-cī), est un système de romanisation créé par des missionnaires occidentaux  pour compiler le dialecte de Kienning (de nos jours, ville de Jian'ou), de la langue minbei (ou bei du nord) de la province du Fujian, au Sud-Est de la Chine.